# Liste des drapeaux de l'Australie
Cette liste des drapeaux australiens dresse la liste des drapeaux utilisés en Australie, aujourd'hui et dans le passé.

## Drapeau national
| Drapeau | Date               | Désignation | Description |
| ------- | ------------------ | --- | --- |
|         | 1909 – aujourd'hui | Drapeau de l'Australie, et Pavillon | Pavillon bleu avec l'étoile de la fédération en bas à gauche et les cinq étoiles de la Croix du Sud dans la moitié droite.                        |
|         | 1903 – 1909        | Drapeau de l'Australie, version approuvée par Édouard VII                                                                                         | Version simplifiée du précédent, la modification porte sur les étoiles de la Croix du Sud.                                                        |
|         | 1901 – 1903        | Drapeau de l'Australie | Pavillon bleu avec l'étoile de la fédération qui était plus grosse, en bas à gauche et les cinq étoiles de la Croix du Sud dans la moitié droite. |
|         | 1992 – aujourd'hui | Drapeau aborigène | Un drapeau noir et rouge avec un cercle jaune en son centre.                                                                                      |
|         | 1971 – aujourd'hui | A droite, le drapeau des Indigènes du détroit de Torrès flotte aux côtés du drapeau national et du drapeau aborigène devant les bâtiments publics | Étoile à cinq branches sur un coiffure traditionnelle blanche sur fond bleue et vert.                                                             |

## Drapeaux personnels

### Souverain
| Drapeau | Date        | Désignation                                                              | Description                               |
| ------- | ----------- | ------------------------------------------------------------------------ | ----------------------------------------- |
|         | 1962-2022   | Drapeau pour la monarchie australienne et drapeau australien de la reine | Chaque État et territoire est représenté. |
|         | depuis 2024 | Drapeau pour la monarchie australienne                                   | Chaque État et territoire est représenté. |

### Gouverneur général
| Drapeau | Date      | Désignation                               | Description |
| ------- | --------- | ----------------------------------------- | --- |
|         | 1902-1909 | Drapeau du Gouverneur général d’Australie | Un drapeau de l'Union Jack avec une étoile à six branches, couronné, entouré d'épis de maïs et d'un cercle d'or. La couronne utilisée est la couronne Tudor.  |
|         | 1909-1936 | Drapeau du Gouverneur général d'Australie | Un drapeau de l'Union Jack avec une étoile à sept branches, couronné, entouré d'épis de maïs et d'un cercle d'or. La couronne utilisée est la couronne Tudor. |
|         | 1936-1953 | Drapeau du Gouverneur général d'Australie | Un lion couronné debout sur une couronne sur un champ bleu. La couronne utilisée est la couronne Tudor.                                                       |
|         | 1953 -    | Drapeau du Gouverneur général d'Australie | Un lion couronné debout sur une couronne sur un champ bleu. La couronne utilisée est la Couronne de saint Édouard.                                            |

### Gouverneurs d'états
| Drapeau | Date | Désignation                                     | Description |
| ------- | ---- | ----------------------------------------------- | ----------- |
|         | 1981 | Drapeau du Gouverneur de Nouvelle-Galles du Sud |             |
|         | 1952 | Drapeau du Gouverneur du Queensland             |             |
|         | 1975 | Drapeau du Gouverneur d'Australie-Méridionale   |             |
|         | 1977 | Drapeau du Gouverneur de Tasmanie               |             |
|         | 1984 | Drapeau du Gouverneur du Victoria               |             |
|         | 1988 | Drapeau du Gouverneur d'Australie-Occidentale   |             |

### États et territoires
| Drapeau | Date | Désignation                          | Description | Blason |
| ------- | ---- | ------------------------------------ | --- | ------ |
|         | 1993 | Territoire de la capitale            | Un tiers bleu avec la croix du sud, deux tiers jaune avec le Blason de Canberra.                                                    |        |
|         | 1876 | Drapeau de la Nouvelle-Galles du Sud | Une croix de Saint-Georges avec quatre étoiles d'or et un lion dans pavillon bleu britannique.                                      |        |
|         | 1978 | Drapeau du Territoire du Nord        | Un tiers noir avec la Croix du Sud, les deux autres tiers sont Ocres avec la Rose du Désert de Sturt, emblème floral du Territoire. |        |
|         | 1976 | Drapeau du Queensland                | Une croix de Malte bleu clair avec une couronne sur fond blanc d'un pavillon bleu britannique.                                      |        |
|         | 1904 | Drapeau de l'Australie-Méridionale   | Un Cassican flûteur sur fond doré à la volée d'un pavillon bleu britannique                                                         |        |
|         | 1875 | Drapeau de Tasmanie                  | Un lion rouge sur fond blanc d'un pavillon bleu britannique.                                                                        |        |
|         | 1877 | Drapeau du Victoria                  | La Croix du Sud surmontée d'une couronne sur pavillon bleu britannique.                                                             |        |
|         | 1953 | Drapeau de l'Australie-Occidentale   | Un cygne noir sur fond doré à la volée d'un pavillon bleu britannique.                                                              |        |

### Défense
| Drapeau | Date  | Désignation                             | Description |
| ------- | ----- | --------------------------------------- | --- |
|         | 2000– | Drapeau des forces armées australiennes | Un drapeau tricolore bleu foncé (marine); rouge (armée de terre) et bleu clair (armée de l'air) avec l'insigne des Trois armées. |

### Royal Australian Navy
| Drapeau | Date        | Désignation                   | Description |
| ------- | ----------- | ----------------------------- | --- |
|         | 1911 - 1967 | White Ensign australien       | British White Ensign.Il a été remplacé par le White Ensign australien |
|         | 1967 -      | White Ensign australien       | White Ensign australien Une version du drapeau national avec un champ blanc dégradé d'une étoile bleue du Commonwealth dans le quartier inférieur du canton et la constellation de la croix du Sud.        |
|         | 1920 -      | Chief White Ensign australien | Une ancre encrassée sur un fond rouge-bleu. |
|         | 1920 - 1972 | Sea Cadets                    | Australian Navy Cadets Un Pavillon bleu britannique avec l'insigne du Corps des cadets de la Marine à la volée. Remplacé par l'Enseigne des cadets de la Réserve navale.                                   |
|         | 1972 - 2001 | Naval Reserve Cadets          | Australian Navy Cadets Un Pavillon Bleu britannique avec le Pavillon blanc australien à canton et l'insigne des Cadets de la Réserve navale. Remplacé par l'Enseigne des cadets de la Marine australienne. |
|         | 2001 -      | Australian Navy Cadets        | Australian Navy Cadets Ensign Un Pavillon bleu britannique avec le Pavillon Blanc australien à canton et l'insigne des cadets de la Marine australienne.                                                   |
|         | 1983 -      | Australian Navy Cadets        | Couleur de la reine pour the Royal Australian Navy (1983-2022) Couleurs du roi pour the Royal Australian Navy (2022-Présent)                                                                               |

### Royal Australian Air Force
| Drapeau | Date        | Désignation                             | Description |
| ------- | ----------- | --------------------------------------- | --- |
|         | 1921 - 1948 | Royal Australian Air Force Ensign       | British Royal Air Force Ensign. |
|         | 1948 - 1982 | Royal Australian Air Force Ensign       | Le drapeau national avec un champ bleu clair, la Croix du Sud inclinée et la cocarde de la RAAF.                                           |
|         | 1982 -      | Royal Australian Air Force Ensign       | Le drapeau national avec un champ bleu clair, la Croix du Sud inclinée et la cocarde RAAF (Kangourou) placée dans la braguette inférieure. |
|         | 1982 -      | Drapeau de Australian Air Chief Marshal | Cinq bandes horizontales de bleu foncé, bleu clair, rouge, bleu clair et bleu foncé, quatre étoiles à six branches dans la bande médiane.  |

### Pavillons civils
| Drapeau | Date        | Désignation                                                                         | Description |
| ------- | ----------- | ----------------------------------------------------------------------------------- | --- |
|         | 1901 – 1903 | Drapeau historique original de l'Australie                                          | Un Red Ensign avec l'étoile du Commonwealth à six branches dans le quart inférieur du palan et les cinq étoiles de la Croix du Sud dans le demi-mouche (chaque étoile avait un nombre variable de pointes: 9, 8, 7, 6 et 5-avec Alpha Crucis étant plus grand que Bêta et Gamma et avec Delta étant plus petit que Bêta et Gamma). |
|         | 1903 – 1908 | Drapeau de l'Australie,Ancien Red Ensign première version approuvée par Édouard VII | Un Red Ensign avec l'Étoile du Commonwealth à six points dans le quart inférieur du palan et les cinq étoiles de la Croix du Sud dans le demi-mouche (toutes les étoiles avaient sept points, sauf la plus petite étoile n'avait que 5 points).                                                                                    |
|         | 1908 –      | Drapeau de l'Australie                                                              | Pavillon rouge avec l'étoile de la fédération qui était plus grosse, en bas à gauche et les cinq étoiles de la Croix du Sud dans la moitié droite. |
|         | 1935–1948   | Ancien Australian Civil Air Ensign                                                  | Basé sur le British Civil Air Ensign, avec l'ajout de la Croix du Sud et de l'étoile du Commonwealth en jaune. |
|         | 1948-       | Australian Civil Air Ensign                                                         | Basé sur le British Civil Air Ensign, avec l'ajout de la Croix du Sud et de l'étoile du Commonwealth en blanc. |

### Territoires externes
| Drapeau | Date   | Désignation                             | Description |
| ------- | ------ | --------------------------------------- | --- |
|         | 2002 - | Drapeau de l'île Christmas              | Le bleu et le vert séparés en diagonal représente la mer et la végétation de l'île, le cercle du centre la carte de l'île. L'emblème principale est le Phaéton à bec jaune . Le drapeau a été sélectionné lors d'un concours tenu en 1986 et approuvé en 2002. |
|         | 2004 - | Drapeau des Îles Cocos                  | Le drapeau est vert, un palmier dans un cercle doré dans le canton, un croissant de lune pour le peuple Coco Malay au centre du drapeau et la Croix du Sud d'or. Le drapeau a été conçu en 2003 et devient officiel en 2004 .                                  |
|         | 1980 - | Drapeau de l'île Norfolk                | Au centre du carré blanc, un pin de l'île Norfolk. |
|         | 1998 - | Drapeau non officiel de l'Île Lord Howe | Bien qu'il s'agisse d'un drapeau non officiel d'une île intégrée à l'État de Nouvelle-Galles du Sud, il est utilisé pour représenter l'île. |

### Historique
| Drapeau | Date                                                                           | Désignation                           | Description |
| ------- | ------------------------------------------------------------------------------ | ------------------------------------- | --- |
|         | 1788 – 1801                                                                    | Union Jack                            | L'Union Jack du Royaume de Grande-Bretagne (royaume). Elevé par le Capitaine Arthur Phillip RN le 26 Janvier 1788 dans l'anse de Sydney à l'arrivée de la First Fleet. |
|         | 1801 – 1903                                                                    | Union Jack                            | |
|         | 1806                                                                           | Bowman Flag                           | Un pavillon en forme de queue d'hirondelle, comportant dans le blason la Rose de l'Angleterre, le chardon de l' Écosse,et le trèfle de l' Irlande soutenus par un émeu et un kangourou. Cette conception a inspiré les armoiries de l'Australie. |
|         | 1823/24–1831                                                                   | Drapeau des colonies australiennes    | Un Pavillon de Saint-Georges avec quatre étoiles dans la croix rouge. |
|         | 1831–1903 (de facto drapeau Australie); 1903–1920s (encore couramment utilisé) | Drapeau de la fédération australienne | Un Pavillon de Saint-Georges avec cinq étoiles à 5 ou 8 branches dans la croix azur. Il a été de facto le drapeau de l'Australie du 1 Janvier 1901 au 3 Septembre 1901. Il a été largement utilisé en Nouvelle-Gales du Sud comme bannière jusqu'en 1883 quand l'Amirauté l'interdit. Le gouvernement australien reçu l'approbation de le faire flotter en 1903 - mais le drapeau de la fédération australienne était communément utilisée de façon officieuse par la population jusqu'en 1920. |
|         | 1850s-1875                                                                     | Pavillon Van Diemens                  | Un British White Ensign, comportant six bandes bleues. |
|         | 1849-1853                                                                      | Pavillon contre la déportation pénale | Enseigne bleue britannique, avec croix sud jaune et bordure blanche, à laquelle des noms de branches ont été ajoutés |
|         | 1854                                                                           | Drapeau Eureka                        | Le drapeau de la bataille de la Révolte d'Eureka avec cinq étoiles de la constellation Crux Australis en blanc avec une croix blanche sur fond bleu. |
|         | 1859                                                                           | Drapeau Queensland Separation         | Le drapeau Queensland Separation flotta le 10 décembre 1859 marquant que le Queensland devient une colonie séparée de la Nouvelle-Galles du Sud. Une croix rouge sur un bleu azur avec l'Union Jack dans le canton. |
|         | 1860                                                                           | Lambing Flat Riot                     | |
|         | 1910-1945                                                                      | Drapeau de l'Empire britannique       | Drapeau officieux de l'Empire britannique constitué des dominions et de l'Inde. Les armoiries de l'Australie apparaissent dans le coin droit. Il a flotté en signe de patriotisme lors d'occasions spéciales telles que la Journée du Commonwealth. Le drapeau a flotté lors de l'inauguration officielle du monument commémoratif du Dangarsleigh War Memorial, et de nouveau lors du centenaire en 2021.                                                                                      |
|         | 1918                                                                           | Drapeau honorifique australien        | Récompense les villes qui ont payés de lourdes pertes humaines de guerre. |